# Lucien Koch
Lucien Koch (Wildhaus, 2 januari 1996) is een Zwitsers snowboarder. Hij nam eenmaal deel aan de Olympische Winterspelen, maar behaalde geen medaille.

## Carrière
Koch maakte zijn wereldbekerdebuut in maart 2011 tijdens de halfpipe in Bardonecchia. Hij behaalde nog geen podiumplaats in een wereldbekerwedstrijd. In 2014 nam Koch een eerste keer deel aan de Olympische Spelen. Op de slopestyle eindigde hij 28e.

## Resultaten

### Olympische Winterspelen
| Jaar | Plaats | Resultaten     |
| ---- | ------ | -------------- |
| 2014 | Sotsji | 28e Slopestyle |

### Wereldkampioenschappen
| Jaar | Plaats   | Resultaten     |
| ---- | -------- | -------------- |
| 2013 | Stoneham | 28e Slopestyle |

### Wereldbeker
Eindklasseringen
| Seizoen   | Algm | PAR  | HP  | BA  | SBS |
| --------- | ---- | ---- | --- | --- | --- |
| 2010/2011 | 47e  | -    | 28e | 84e | -   |
| 2011/2012 | 120e | -    | 65e | -   | -   |
| 2012/2013 | 44e  | 209e | 42e | -   | 28e |